# エラフロサウルス
エラフロサウルス（Elaphrosaurus）はジュラ紀後期（約1億5400万年前から1億5000万年前）に現在のアフリカ、タンザニアに生息していたケラトサウルス類の獣脚類恐竜の属の一つである。中型で、軽量なつくりの二足歩行の雑食動物であり、成体では体長6 mほどであった。形態上は2点重要なところがある。1つ目は比較的長い胴をもつものの、同程度の大きさの獣脚類に比べ非常に厚さの薄い胸郭を持っていた。2つ目は比較的長い胴に対して非常に後肢が短かった。系統解析の結果、ケラトサウルスに近縁であることが示され、以前考えられていたような新しい時代まで生き残ったコエロフィシス上科（Coelophysoidea）であるという説は検証されたものの、棄却されることが示唆された。

## 命名
属名は古代ギリシャ語で「軽い」を意味するελαφρός （elaphro）と「トカゲ」を意味するσαυρος（sauros）から派生しており、ほっそりとした骨格について言及したものであり、体重の軽いトカゲといういみである。1920年にヴェルナー・ヤーネンシュにより記載され、タイプ種はElaphrosaurus bambergiである。

## 特徴

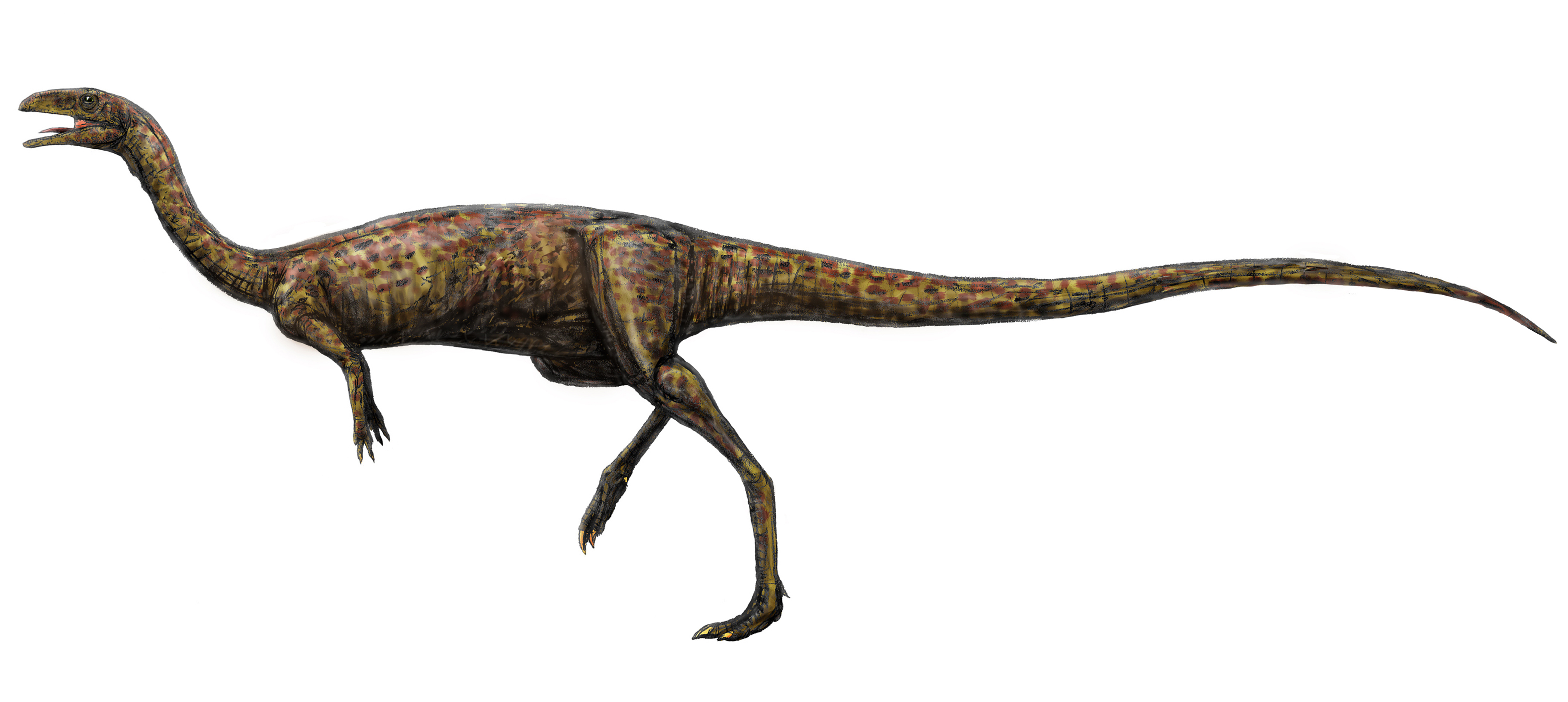
頭と手を近縁種リムサウルスに基づいて復元したElaphrosaurus bambergiiの復元図

エラフロサウルスは細長い体型で、長い首を持っていた。特徴のほとんどは完全に近い単一の標本に基づいているものの、頭骨は発見されていない。脚が短く、獣脚類の中では独特であった。Paul (1988)では調査された中で最も胴が長く、胸郭が薄い獣脚類であることが特筆されている。体長約6 m、体高約1.5 mで体重は約210 kgと推定されている。脛骨（すねの骨）は608 mmで520 mmの大腿骨(ふとももの骨)より長く、非常に速く走れたことが示唆される。長い尾の先が下に曲がっていたが、これは化石生成時に起こったものではない可能性がある。
歯に特徴があり、若いころには歯があるが、大きくなると歯が失われ角質化した嘴に置き換わる。

## 分類
エラフロサウルスは最初コエルルス科（coeluridae）として記載された。当時、コエルルス科は小型恐竜のゴミ箱分類群であった。その後、軽量な骨格と大腿骨が真直ぐで細いことから、1928年にノプシャによりオルニトミムス科に分類された。より精密な検討において、手はコエロフィシスのものに近いとされた。Barsbold, Maryanska & Osmolska (1990) などではオルニトミムス科に分類された。Carrano & Sampson (2008)やCarrano et al. (2012)などより最近の研究ではこの属はケラトサウルス類に分類されている。現在ではリムサウルス（Limusaurus）に最も近縁であると考えられている。
以下のクラドグラムはDiego Pol & Oliver W. M. Rauhut（2012）の系統解析に基づく形でエラフロサウルスの類縁関係を示してある
|  | スピノストロフェウス Spinostropheus                                          |
|  |                                                                              |
|  | \| \| リムサウルス Limusaurus \| \| \| \| \| \| エラフロサウルス \| \| \| \| |
|  |                                                                              |
|  | リムサウルス Limusaurus                                                      |
|  |                                                                              |
|  | エラフロサウルス                                                             |
|  |                                                                              |

|  | リムサウルス Limusaurus |
|  |                         |
|  | エラフロサウルス        |
|  |                         |

|  | ケラトサウルス Ceratosaurus |
|  |                             |
|  | ゲニオデクテス Genyodectes  |
|  |                             |

|  | ノアサウルス科 Noasauridae     |
|  |                                |
|  | アベリサウルス科 Abelisauridae |
|  |                                |

|  | ケラトサウルス Ceratosaurus |
|  |                             |
|  | ゲニオデクテス Genyodectes  |
|  |                             |

|  | ノアサウルス科 Noasauridae     |
|  |                                |
|  | アベリサウルス科 Abelisauridae |
|  |                                |

|  | スピノストロフェウス Spinostropheus                                          |
|  |                                                                              |
|  | \| \| リムサウルス Limusaurus \| \| \| \| \| \| エラフロサウルス \| \| \| \| |
|  |                                                                              |
|  | リムサウルス Limusaurus                                                      |
|  |                                                                              |
|  | エラフロサウルス                                                             |
|  |                                                                              |

|  | リムサウルス Limusaurus |
|  |                         |
|  | エラフロサウルス        |
|  |                         |

|  | ケラトサウルス Ceratosaurus |
|  |                             |
|  | ゲニオデクテス Genyodectes  |
|  |                             |

|  | ノアサウルス科 Noasauridae     |
|  |                                |
|  | アベリサウルス科 Abelisauridae |
|  |                                |

|  | ケラトサウルス Ceratosaurus |
|  |                             |
|  | ゲニオデクテス Genyodectes  |
|  |                             |

|  | ノアサウルス科 Noasauridae     |
|  |                                |
|  | アベリサウルス科 Abelisauridae |
|  |                                |

|  | スピノストロフェウス Spinostropheus                                          |
|  |                                                                              |
|  | \| \| リムサウルス Limusaurus \| \| \| \| \| \| エラフロサウルス \| \| \| \| |
|  |                                                                              |
|  | リムサウルス Limusaurus                                                      |
|  |                                                                              |
|  | エラフロサウルス                                                             |
|  |                                                                              |

|  | リムサウルス Limusaurus |
|  |                         |
|  | エラフロサウルス        |
|  |                         |

|  | ケラトサウルス Ceratosaurus |
|  |                             |
|  | ゲニオデクテス Genyodectes  |
|  |                             |

|  | ノアサウルス科 Noasauridae     |
|  |                                |
|  | アベリサウルス科 Abelisauridae |
|  |                                |

|  | ケラトサウルス Ceratosaurus |
|  |                             |
|  | ゲニオデクテス Genyodectes  |
|  |                             |

|  | ノアサウルス科 Noasauridae     |
|  |                                |
|  | アベリサウルス科 Abelisauridae |
|  |                                |

|  | スピノストロフェウス Spinostropheus                                          |
|  |                                                                              |
|  | \| \| リムサウルス Limusaurus \| \| \| \| \| \| エラフロサウルス \| \| \| \| |
|  |                                                                              |
|  | リムサウルス Limusaurus                                                      |
|  |                                                                              |
|  | エラフロサウルス                                                             |
|  |                                                                              |

|  | リムサウルス Limusaurus |
|  |                         |
|  | エラフロサウルス        |
|  |                         |

|  | ケラトサウルス Ceratosaurus |
|  |                             |
|  | ゲニオデクテス Genyodectes  |
|  |                             |

|  | ノアサウルス科 Noasauridae     |
|  |                                |
|  | アベリサウルス科 Abelisauridae |
|  |                                |

|  | ケラトサウルス Ceratosaurus |
|  |                             |
|  | ゲニオデクテス Genyodectes  |
|  |                             |

|  | ノアサウルス科 Noasauridae     |
|  |                                |
|  | アベリサウルス科 Abelisauridae |
|  |                                |

### 疑問名
以下の標本は長年に渡ってエラフロサウルスとされてきたものの、後の研究で同定が疑わしいとされたものである。
- Elaphrosaurus iguidiensisはアルジェリア、リベリア、ニジェールの白亜紀前期の堆積物から収集された標本に基づき、1960年にラパラン（英語版）によって記載された[13]。この標本は40本の歯、1つの手の鉤爪、8つの尾椎、大腿骨の遠位の断片、長さ350 mmの完全な脛骨から構成される。これらは異なった場所で発見され、明らかに同じ種のものではない。
- Elaphrosaurus gautieriはニジェールにあるティユラレン層（英語版）のジュラ紀中後期の堆積物から発見された標本に基づいて、1960年にラパランによって記載された[13]。この標本は完全な頸椎であり、2004年にセレノらによりSpinostropheus gautieriと改名された[14]。
- Elaphrosaurus philtippettensisはアメリカ、コロラド州にあるモリソン層で発見された標本USNM 5737に基づいて、1995年に, Pickeringにより命名された[15]。この標本は脛骨、上腕骨、複数の中足骨、恥骨の遠位の断片で構成されている。Carpenter et al. (2005)での更なる研究により、この標本はケラトサウルス類ではなく、コエルルス科の獣脚類タニコラグレウスに近縁であることが示唆された[16]。
- Elaphrosaurus agilisは1972年にデイル・ラッセルにより以前に O.C.マーシュによりCoelurus agilisと命名された1組の癒合した恥骨に基づいて命名された。この標本はコエルルスのタイプ種Coelurus fragilis よりはるかに大きい種と考えられていた。しかし、1980年にジョン・オストロムはCoelurus agilis がCoelurus fragilis のシノニムであるとしたチャールズ・ギルモアの説を確証した[17]。つまりElaphrosaurus agilis は実際にはCoelurus fragilis と同じ動物だったのである。
- Elaphrosaurus sp. USNM 8415は1883年に記載された。この標本はコロラド州のモリソン層で発見されたもので、最初は鳥脚類のドリオサウルスと分類された。後の1982年にGaltonによりエラフロサウルスのものとされた。この標本は明らかにケラトサウルス類のものであるものの、特にエラフロサウルスと同定できる形態上の特徴は無い。現在のところ情報は限定的で、ケラトサウルス類の incertae sedisとされる[18]。
- Elaphrosaurus sp. DMNH 36284はモリソン層ブラッシーベイスン部層で発見された右の脛骨の近位の断片で、2001年にChureによりこの属のものとされた[19]。Carrano & Sampson (2008)での系統解析の結果、アベリサウルス上科の足の骨に似ているが、ケラトサウルス類ではなく、公式には未記載である[18]。

### 属を識別する特徴
記相（diagnosis）とは生物種（分類群）を他の全ての生物から正確に識別するための解剖学的特長の説明である。全てではないがいくつかの記相となる特徴は固有派生形質である。固有派生形質とはその生物種あるいは分類群のみで獲得された識別可能な固有の解剖学的特徴である。
Rauhut (2000)に拠ればエラフロサウルスは以下の特徴で識別される。
- 頸椎に側面腹側の薄板があり、側腔の腹側と境界をなしている。
- 頸椎の腹側が顕著に凹んでおり、腹側の縁は前方の関節面の中間より上から最高点にかけてアーチ状になっている。
- 腸骨のbrevis fossaが極端に広がっていて、brevis shelfがほぼ水平な側面のフランジになっている。
- 坐骨の近位端がtriangular bootへ極度に広がっている。

## 生息環境

### 発掘地と年代
Elaphrosaurus bambergi のタイプ標本HMN Gr.S. 38-44はタンザニアのテンダグル層のMiddle Dinosaur部層で発掘された。この標本は1910年にヴェルナー・ヤーネンシュ、I. Salim、H. Reckおよび Parkinsonによりジュラ紀後期キンメリッジ期（約1億5700万年前から1億5200万年前）の灰、緑色、赤色、砂岩、泥灰岩から収集された。この標本は現在、ドイツ、ベルリンにあるフンボルト博物館に収蔵されている。
近縁種、おそらくは同属がモリソン層のstratigraphic zones 2-4で発見されている。獣脚類の骨格はほとんど発見されておらず、発見されているものはほとんど断片である。

### 動物相と生息地
テンダグル層の古環境は研究の結果、非海生の動植物が含まれる海辺の環境であったことが示唆される。テンダグル層のMiddle Dinosaur部層では竜脚類のギラファティタン（Giraffatitan）、アウストラロドクス、ジャネンシア、トルニエリア、ディクラエオサウルス、アロサウルスやケラトサウルスに似た獣脚類、カルカロドントサウルス科のヴェテルプリストサウルス（Veterupristisaurus）、剣竜類のケントロサウルス、イグアノドンティアのディサロトサウルス（Dysalotosaurus）が発見されている。これらの恐竜の他、ランフォリンクスなどの翼竜や初期の哺乳類も生息していた。Paul (1988)ではElaphrosaurus bambergiは竜脚類や剣竜類を狩るには小さすぎるため、小型で素早い鳥脚類を狩っていたと推定している。

## 生痕化石
ニジェールとエルサレムで発見された恐竜の足跡がエラフロサウルスに関連付けられている。この同定は確定的ではないと考えられている。

## 参照
1. ↑  Liddell, Henry George and Robert Scott (1980). A Greek-English Lexicon (Abridged Edition). United Kingdom: Oxford University Press. ISBN 0-19-910207-4
2. 1 2 3 4 5  Paul, Gregory S. (1988). “Genus Elaphrosaurus”. Predatory Dinosaurs of the World. New York: Simon & Schuster. pp. 265–266. ISBN 0-671-61946-2
3. ↑  Foster, John (2007). Jurassic West: The Dinosaurs of the Morrison Formation and Their World. Indiana University Press. p. 182. ISBN 978-0-253-34870-8
4. ↑  Elaphrosaur: Rare dinosaur identified in Australia(BBC 掲載日：18 May 2020 参照日20 May 2020)
5. ↑  Janensch, Werner (1920). “Über Elaphrosaurus bambergi und die Megalosaurier aus den Tendaguru–Schichten Deutsch–Ostafrikas” (German). Sitzungsberichte der Gessellschaft Naturforschender Freunde zu Berlin 1920:  225–235.
6. ↑  Galton, 1982. Elaphrosaurus, an ornithomimid dinosaur from the Upper Jurassic of North America and Africa. Paläontologische Zeitschrift. 56, 265-275.
7. ↑  Russell, Dale A. (1972). “Ostrich dinosaurs from the Late Cretaceous of western Canada”. Canadian Journal of Earth Sciences 9:  375–402. Bibcode: 1972CaJES...9..375R. doi:10.1139/e72-031.
8. ↑  Nopcsa, F. (1928). The genera of reptiles: Paleobiologica, 1, pp. 163-188.
9. ↑  Barsbold, R; Maryanska, T; & Osmolska, H: Oviraptorosauria. Weishampel, D B, Dodson, P, & Osmolska, H, editors: The Dinosauria. University of California Press, Berkeley; 1990.
10. ↑  M. T. Carrano and S. D. Sampson. 2008. The phylogeny of Ceratosauria (Dinosauria: Theropoda). Journal of Systematic Palaeontology 6(2):183-236
11. ↑  M. T. Carrano, R. B. J. Benson, and S. D. Sampson. 2012. The phylogeny of Tetanurae (Dinosauria: Theropoda). Journal of Systematic Palaeontology 10(2):211-300
12. 1 2  Diego Pol & Oliver W. M. Rauhut (2012). “A Middle Jurassic abelisaurid from Patagonia and the early diversification of theropod dinosaurs”. Proceedings of the Royal Society B: Biological Sciences (in press). doi:10.1098.2Frspb.2012.0660.
13. 1 2  Lapparent, 1960. Les dinosauriens du "Continental intercalaire" du Sahara central. Mem. Soc. Geol. France. 88A 1-57.
14. ↑  Sereno, Wilson and Conrad, 2004. New dinosaurs link southern landmasses in the Mid-Cretaceous. Proceedings: Biological Sciences. 71(1546), 1325–1330.
15. ↑  Pickering, 1995a. Jurassic Park: Unauthorized Jewish Fractals in Philopatry. A Fractal Scaling in Dinosaurology Project, 2nd revised printing. Capitola, California. 478 pp.
16. ↑  Carpenter, K., Miles, C., and Cloward, K. (2005). "New small theropod from the Upper Jurassic Morrison Formation of Wyoming." in Carpenter, K. 2005. The Carnivorous Dinosaurs, Indiana University Press: 23-48
17. ↑  Ostrom, John H. (1980). “Coelurus and Ornitholestes: Are they the same?”. In Jacobs, Louis L. (ed.). Aspects of Vertebrate History: Essays in Honor of Edwin Harris Colbert. Flagstaff: Museum of Northern Arizona Press. pp. 245–256. ISBN 0-89734-052-3
18. 1 2  Carrano and Sampson, 2008. The phylogeny of Ceratosauria (Dinosauria: Theropoda). Journal of Systematic Palaeontology. 6, 183-236.
19. ↑  Chure, 2001. The second record of the African theropod Elaphrosaurus (Dinosauria, Ceratosauria) from the Western Hemisphere. Neues Jahrbuch für Geologie und Paläontologie Monatshefte. 2001(9), 565-576.
20. ↑  Foster, J. (2007). "Appendix." Jurassic West: The Dinosaurs of the Morrison Formation and Their World. Indiana University Press. pp. 327-329.
21. ↑  M. Avnimelech. 1962. Dinosaur tracks in the Lower Cenomanian of Jerusalem. Nature 196(4851):264
22. ↑  Ginsburg, L., Lapparent, A.F. deLoiret, B.and Taquet, P. (1966) Empreintes de pas de Vertebres tetrapodes dans les series continentales a l'Ouest d'Agades (Republique du Niger). Compte Rendu de l'Academie des Sciences, Paris, 263: 28-31.

- Khalaf-von Jaffa, Norman Ali Bassam Ali Taher (2006). "Ornithomimid Dinosaur Tracks from Beit Zeit, West of Jerusalem, Palestine." Gazelle: The Palestinian Biological Bulletin, Number 56, August 2006. pp. 1–7.
- Channell, Michael Benton ; illustrated by Jim; Maddison, Kevin (1988). Dinosaurs : an a-z guide. New York: Derrydale Books. ISBN 978-0517668771
- Werner Janensch (1925) "Die Coelurosaurier und Theropoden der Tendaguru-Schichten Deutsch-Ostafrikas". (The coelurosaurs and theropods of the Tendaguru Formation, German East Africa).  Full Text here: May 2013